# Serie máquinas mortales
Serie máquinas mortales (en inglés, Mortal Engines Quartet, publicada en Estados Unidos como Hungry City Chronicles, Predator Cities) es una tetralogía de novelas fantásticas escritas por el británico Philip Reeve. Comprende los libros Máquinas mortales (Mortal Engines), El oro del depredador (Predator's Gold), Inventos infernales (Infernal Devices) y Una llanura tenebrosa (A Darkling Plain). Esta tetralogía se complementa con otras obras menores de Reeve, Traction City y Night Flights, así como Fever Crumb.

## Novelas

### Máquinas mortales
Máquinas mortales, publicado en 2001, es el primer libro.

### El oro del depredador
El oro del depredador, publicado en 2003, es el segundo libro.

### Inventos infernales
Inventos infernales, publicado en 2005, es el tercer libro.

### Una llanura tenebrosa
Una llanura tenebrosa, publicado en 2006, es el cuarto libro.

## Personajes
- Hester Shaw
- Tom Natsworthy
- Anna Fang
- Katherine Valentine

## Trabajos relacionados de Philip Reeve
- Traction City

Traction City, publicado en 2011, es la primera de dos novelas cortas.
- Night Flights

Night Flights, publicado en 2018, es la primera de dos novelas cortas.

## Adaptaciones

### Película de 2018
En 2018 se estrenó la adaptación cinematográfica de gran parte del primer libro, Mortal Engines, llevada a cabo por el director Christian River, escrita por Fran Walsh, Philippa Boyens y Peter Jackson. La cinta está protagonizada por Hera Hilmar, Hugo Weaving, Robert Sheehan, Jihae, Ronan Raftery, Leila George, Patrick Malahide y Stephen Lang.